# Ger (Manche)
Ger és un municipi francès situat al departament de la Manche i a la regió de Normandia. L'any 2007 tenia 851 habitants.

## Demografia

### Població
El 2007 la població de fet de Ger era de 851 persones. Hi havia 384 famílies de les quals 124 eren unipersonals (60 homes vivint sols i 64 dones vivint soles), 152 parelles sense fills, 92 parelles amb fills i 16 famílies monoparentals amb fills.
La població ha evolucionat segons el següent gràfic:
Habitants censats

### Habitatges
El 2007 hi havia 511 habitatges, 393 eren l'habitatge principal de la família, 66 eren segones residències i 52 estaven desocupats. 489 eren cases i 12 eren apartaments. Dels 393 habitatges principals, 284 estaven ocupats pels seus propietaris, 100 estaven llogats i ocupats pels llogaters i 9 estaven cedits a títol gratuït; 9 tenien una cambra, 29 en tenien dues, 99 en tenien tres, 116 en tenien quatre i 140 en tenien cinc o més. 279 habitatges disposaven pel capbaix d'una plaça de pàrquing. A 205 habitatges hi havia un automòbil i a 141 n'hi havia dos o més.

### Piràmide de població
La piràmide de població per edats i sexe el 2009 era:
| Homes | Edats   | Dones |
| ----- | ------- | ----- |
| 0     | 95 o +  | 0     |
| 0     | 90 a 94 | 4     |
| 12    | 85 a 89 | 24    |
| 0     | 80 a 84 | 8     |
| 24    | 75 a 79 | 36    |
| 36    | 70 a 74 | 44    |
| 20    | 65 a 69 | 28    |
| 52    | 60 a 64 | 36    |
| 16    | 55 a 59 | 32    |
| 32    | 50 a 54 | 28    |
| 28    | 45 a 49 | 16    |
| 40    | 40 a 44 | 36    |
| 44    | 35 a 39 | 44    |
| 28    | 30 a 34 | 12    |
| 20    | 25 a 29 | 16    |
| 24    | 20 a 24 | 8     |
| 32    | 15 a 19 | 20    |
| 28    | 10 a 14 | 44    |
| 20    | 5 a 9   | 32    |
| 0     | 0 a 4   | 8     |

## Economia
El 2007 la població en edat de treballar era de 490 persones, 370 eren actives i 120 eren inactives. De les 370 persones actives 349 estaven ocupades (196 homes i 153 dones) i 21 estaven aturades (11 homes i 10 dones). De les 120 persones inactives 59 estaven jubilades, 32 estaven estudiant i 29 estaven classificades com a «altres inactius».

### Ingressos
El 2009 a Ger hi havia 411 unitats fiscals que integraven 855 persones, la mediana anual d'ingressos fiscals per persona era de 14.560 €.

### Activitats econòmiques
Dels 44 establiments que hi havia el 2007, 2 eren d'empreses alimentàries, 1 d'una empresa de fabricació de material elèctric, 2 d'empreses de fabricació d'altres productes industrials, 8 d'empreses de construcció, 14 d'empreses de comerç i reparació d'automòbils, 1 d'una empresa de transport, 5 d'empreses d'hostatgeria i restauració, 1 d'una empresa financera, 2 d'empreses immobiliàries, 4 d'empreses de serveis, 2 d'entitats de l'administració pública i 2 d'empreses classificades com a «altres activitats de serveis».
Dels 17 establiments de servei als particulars que hi havia el 2009, 1 era una oficina de correu, 1 una oficina bancària, 1 funerària, 3 tallers de reparació d'automòbils i de material agrícola, 2 paletes, 1 guixaire pintor, 3 fusteries, 1 lampisteria, 1 perruqueria i 3 restaurants.
Dels 4 establiments comercials que hi havia el 2009, 1 era una botiga de més de 120 m², 1 una botiga de menys de 120 m², 1 una fleca i 1 una botiga de material de revestiment de parets i terra.
L'any 2000 a Ger hi havia 109 explotacions agrícoles que ocupaven un total de 2.304 hectàrees.

## Equipaments sanitaris i escolars
L'únic equipament sanitari que hi havia el 2009 era una farmàcia.
El 2009 hi havia una escola elemental.

## Poblacions més properes
El següent diagrama mostra les poblacions més properes.